# Tama (muziekinstrument)

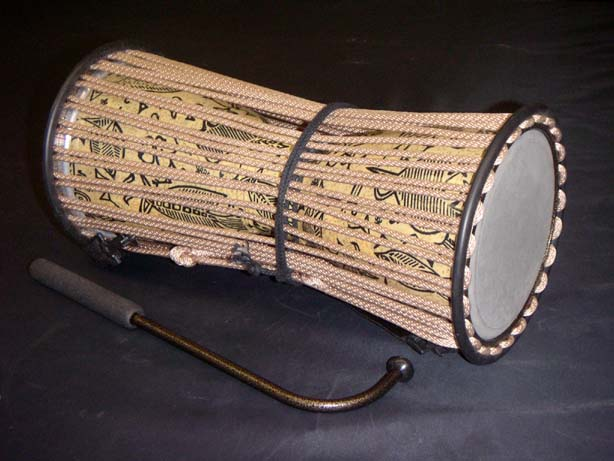
Tama

Een tama is een membranofoon en bestaat uit een zandlopervormig hardhouten (bijvoorbeeld Tweneboa) lichaam, dat aan weerszijden bespannen is met dierenvel (zoals: geit, leguaan, varaan of zelfs vis). Beide uiteinden worden bij elkaar gehouden door touwen of leren riemen, die over de hele lengte van het instrument lopen. Hiermee wordt ook de spanning van de vellen geregeld.

## Naam
In Senegal en Burkina Faso wordt hij 'tama' genoemd, in Ghana 'dondo' en in Nigeria 'dundun'. In het Westen wordt zij meestal talking drum genoemd. Zoals vaker bij trommels in West-Afrika bestaat het ensemble in Nigeria uit een familie van vijf verschillende trommels. Bij de Yoruba heet de grootste trommel 'Iya Ilu' (Moeder Ilu). De daarop volgende heten respectievelijk: Keriki, Isaju, Kanango, Gangan en Omele.
Dit instrument komt niet alleen in West-Afrika voor, maar ook in Kerala (Zuid-India) kent men een sterk hierop gelijkend instrument genaamd Idakka.

## Geschiedenis
Het is waarschijnlijk het oudste door griots gebruikte instrument in West-Afrika en kan teruggevolgd worden tot het oude Ghanese Rijk (circa 750-1076).

De tama is een traditioneel instrument dat in Senegal vooral in de Walo, een streek in de buurt van Saint-Louis, wordt bespeeld. Zij wordt in groepsverband bespeeld bij bijzondere gelegenheden zoals feesten, trouwerijen en worstelwedstrijden. Het is van oudsher ook het instrument om boodschappen zoals geboorte, overlijden of oproep tot bijeenkomst van het ene dorp naar het andere over te brengen. Walo ensembles bestaan uit vijf tama's van verschillende formaten en een enkele 'lambe' (sabar bastrommel). Zo ontstaan fantastische ingewikkelde polyritmische stukken.
De tama wordt ook wel als telg van de sabar-familie beschouwd.

## Techniek
De tama wordt onder de oksel geklemd en met de hand en een (gekromde) stok bespeeld; net zoals een sabar. Er wordt steeds één kant bespeeld. De stok wordt gebruikt met de hand aan de vrije arm. Van de hand worden slechts de wijs-, middel- en ringvinger gebruikt. En net zoals bij de sabar is er sprake van "open" en "gedempte" slagen.

De toonhoogte verandert naargelang de muzikant met zijn bovenarm meer of minder druk uitoefent op de touwen of de riemen van de trommel. Hierdoor kan spraak worden geïmiteerd. In Senegal wordt de tama ook wel met twee handen bespeeld.
Doordat de toonhoogte zo goed te manipuleren valt, kan men er zeer goed (tonale) spraak mee imiteren; wat de bespelers dan ook maar al te graag doen. Ook worden er boodschappen doorgegeven. De volgorde van dit soort berichten is: naam ontvanger, naam van de afzender plus de boodschap. Het 'spelen' van de eigen naam – met name in het begin van een optreden - is onder drummers in Afrika overigens een wijdverspreide gewoonte.
Buiten de traditionele ritmes worden er in de M'balaxmuziek ook sabar ritmes gespeeld op de tama. Met name artiesten als Youssou N’Dour, Baaba Maal en Habib Koité maken er in hun live optredens graag gebruik van. De meest bekende formatie van dit moment is Tama Walo. In Nederland is wel de meest bekende tamaspeler Pape Thiam die uit een oud griotgeslacht stamt.